# Jean-Paul Chabrier
Pour les articles homonymes, voir Chabrier.
Jean-Paul Chabrier, né à Jonzac en 1954, est un écrivain français.

## Biographie
Il fait sa scolarité à l’école Saint-Paul d'Angoulême.
Il enchaîne ensuite divers petits boulots avant de devenir assistant du réalisateur Jacques Renard, puis de passer lui-même à la réalisation d’un moyen métrage : Hanna Mandlikova regardait ses poupées jouer au tennis (1985) avec Valeria Bruni Tedeschi.
Dans les années 1980, il est l'un des animateurs et le graphiste du journal littéraire Le Paresseux, où il fait paraître certaines de ses nouvelles. Il a publié une douzaine de romans, mais aussi des nouvelles, un essai et une traduction d’un récit de l’auteur portugais Fernando Nenhum : The road to Mumbaï en 2004.
Il est lauréat du 22e Prix du livre en Poitou-Charentes pour son ouvrage Vers le Nord (2007).
Il vit et travaille à Angoulême.

## Œuvre
- L’amour est toujours bleu, Belfond, 1979
- Un père, éditions de Minuit, 1985
- La joie de vivre, La Table ronde, 1996
- Sud-Ouest, L'Escampette, 1998 ; nouv.éd., L'Escampette, 2013
- Pendant que tu étais à Florence, La Table ronde, 2001
- J'ai rencontré Perdita, L'Escampette, 2003
- Un rêve de Charlie Parker, L'Escampette, 2003
- Autobiographie d'une arme à feu, L'Escampette, 2005
- Vers le Nord, L'Escampette, 2007
- La jeune fille de Verazzano, Marguerite Waknine, 2007
- Une reine en exil, Actes Sud, 2010
- Comme seules savent aimer les femmes, L'Escampette, 2010
- Avril en octobre : nouvelles, L'Escampette, 2011
- D’après une nouvelle de Stefan Zweig, Marguerite Waknine, 2011
- Ma Première Journée au FBI, Le Tripode, 2020

## Théâtre
- Une reine en exil a été mise en scène pour le Festival d'Avignon (Off), du 5 au 28 juillet 2019, par Günther Leschnik (Compagnie Théâtre du Corbeau Blanc) jeu de Sylvie Pellegry: "A la fois animée de souvenirs d'enfance et de voyages, de rencontres et de désillusions, d'amour et de peurs, la pièce nous entraîne dans une vie rêvée de la chorégraphe allemande Pina Bausch. Il n'y a rien là qui soit autobiographique et, à la vérité, rien non plus qui ne le soit pas. Pina Bausch est décédée soudainement, en juin 2009. Elle part en pleine lumière, en pleine répétition de son dernier spectacle. Une reine en exil est dans l'instant de ce brutal départ, et, au-delà, dans son irréparable vide. La pièce joue sur l'absence où la parole et le mouvement sont fantomatiques, transparents, éphémères. Si l'espace n'existe que dans la mesure où il touche au corps, qu'advient-il lorsqu'il n'y a plus de place pour ce dernier? À corps perdu, la Reine est immobile au centre des choses. Une reine exilée, enfermée dans la cage de ses souvenirs[2].